# Petter Thoen
Petter Thoen, född 17 november 1943, är en norsk konstnär, kokboksförfattare och barnboksförfattare[källa behövs] bosatt och verksam i Sverige och USA. Han är mest känd för popkonst som påminner om Warhol och Lichtenstein.

## Biografi
På 1960-talet flyttade Thoen till Sverige där han inledningsvis livnärde sig på att rita skämtbilder. Thoen ritade också omslag till skandinaviska upplagor av tidningar som Superman, Batman, Hjälp, En rolig halvtimma och många andra.[källa behövs]
Thoen flyttade till USA på 1970-talet och arbetade som art director. Han hade därefter sin egen reklambyrå Johnston Thoen & Partners med kunder som General Electric, Rockwell International och Wall Street Journal. Thoen vann över 100 kända Advertising Awards, såsom CA Award, ANDY Award, Clio Award och Belding Award.[källa behövs]